# Lety (okres Praha-západ)
Obec Lety (adjektivum dle normy ÚJČ letský, místně zde používáno letovský: např. Letovský most, letovské zastupitelstvo) se nachází v okrese Praha-západ, kraj Středočeský asi 7 km jihozápadně od města Černošice. Žije zde přibližně 1 600 obyvatel.

## Historie
První písemná zmínka o vsi pochází z roku 1088, kdy král Vratislav věnoval pozemky v Letech (Leteh terram) vyšehradské kapitule.

### Územněsprávní začlenění
Dějiny územněsprávního začleňování zahrnují období od roku 1850 do současnosti. V chronologickém přehledu je uvedena územně administrativní příslušnost obce v roce, kdy ke změně došlo:
- 1850 země česká, kraj Praha, politický okres Smíchov, soudní okres Zbraslav[8]
- 1855 země česká, kraj Praha, soudní okres Zbraslav
- 1868 země česká, politický okres Smíchov, soudní okres Zbraslav
- 1927 země česká, politický okres Praha-venkov, soudní okres Zbraslav[9]
- 1939 země česká, Oberlandrat Praha, politický okres Praha-venkov, soudní okres Zbraslav[10]
- 1942 země česká, Oberlandrat Praha, politický okres Praha-venkov-jih, soudní okres Zbraslav[11]
- 1945 země česká, správní okres Praha-venkov-jih, soudní okres Zbraslav[12]
- 1949 Pražský kraj, okres Praha-jih[13]
- 1960 Středočeský kraj, okres Praha-západ
- 2003 Středočeský kraj, obec s rozšířenou působností Černošice

### Rok 1932
V obci Lety (347 obyvatel) byly v roce 1932 evidovány tyto živnosti a obchody: cihelna, 2 hostince, kovář, 2 krejčí, obchod s lahvovým pivem, 3 rolníci, 2 obchody se smíšeným zbožím, stavební družstvo Zdar, trafika, 2 truhláři.

## Pamětihodnosti
- Kaplička se zvoničkou z roku 1820, na návsi. Nynější zvonek pochází z roku 1921, soška sv. Anežky České z roku 1991.

## Doprava

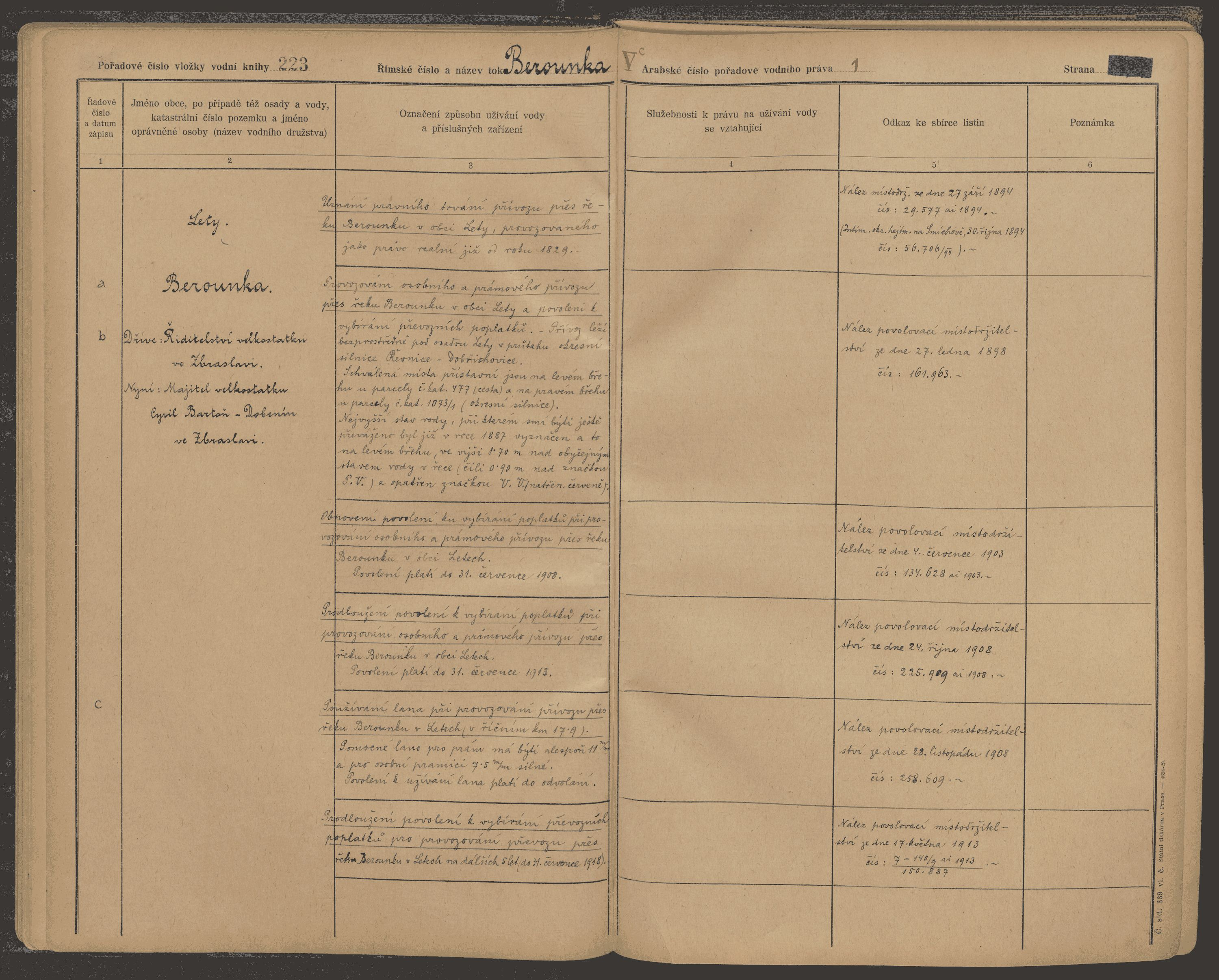
Zápisy ve vodní knize z přelomu 19. a 20. století vážící se k osobnímu a prámovému přívozu přes řeku Berounku v obci Lety, který provozoval majitel zbraslavského velkostatku Cyril Bartoň z Dobenína. (SOkA Praha-venkov)

Obcí prochází železniční trať trati 171 z Prahy do Berouna. Železniční stanice ani zastávka na území obce nejsou. Nejblíže obci je železniční stanice Řevnice ve vzdálenosti 1,5 km. V Letech mohla být železniční zastávka, ale v únoru 1913 letovské zastupitelstvo tuto možnost odmítlo.
Obcí procházejí silnice II/115 Praha Radotín - Dobřichovice - Řevnice a II/116 Mníšek pod Brdy - Řevnice - Karlštejn - Beroun.
V obci měly v roce 2019 zastávky linky PID č. 311, 448 a 451. V roce 2024 zde měly zastávky linky 311, 448, 672, 751. 
Na hlavní silnici v Letech (ul. Pražská, silnice II/115) se nachází zastávky „Lety“, které jsou nejstaršími zastávkami v obci. 
Zastávky „Lety, Na Návsi“ (v centru vsi) byly zřízeny 14. června 2009 a veřejnou dopravou opuštěny k 1. září 2021, kdy byla linka 751 přeložena na hlavní silnici a k zastávkám „Lety, Obchodní centrum“.
Zastávky „Lety, Obchodní centrum“ na silnici II/115 (ul. Pražská) byly nově zřízeny k 15. prosinci 2019 nejprve pro linky 448 a 451). 
13. října 2008 byla zavedena linka 451 jako školní linka s jedním spojem ráno a dvěma odpoledne, v jednosměrné okružní trase Dobřichovice, rozcestí Karlík – Lety, K Libři – Lety, Karlštejnská – Dobřichovice, pošta – Dobřichovice, rozcestí Karlík. Již 14. prosince 2008 byla linka 451 prodloužena na obou stranách, do Řevnic a do Mořiny, zastávka „Lety, Karlštejnská“ přitom byla po 61 dnech provozu opět zrušena. Zastávka „Lety, Karlštejnská“ na silnici II/116 v blízkosti základní a mateřské školy byla pak znovu zřízena od 9. prosince 2018. v souladu s požadavkem územního plánu)
Zastávka „Lety, K Libří“ vznikla k 13. říjnu 2008 pro zmíněnou školní linku 451, od 14. června 2009 byla přemístěna do závleku v jednosměrné ulici Na Kloubcích – v územním plánu byl navržen její přesun na silnici II/116. Pro linku 311 byla zřízena až od 1. září 2018.

## Další fotografie

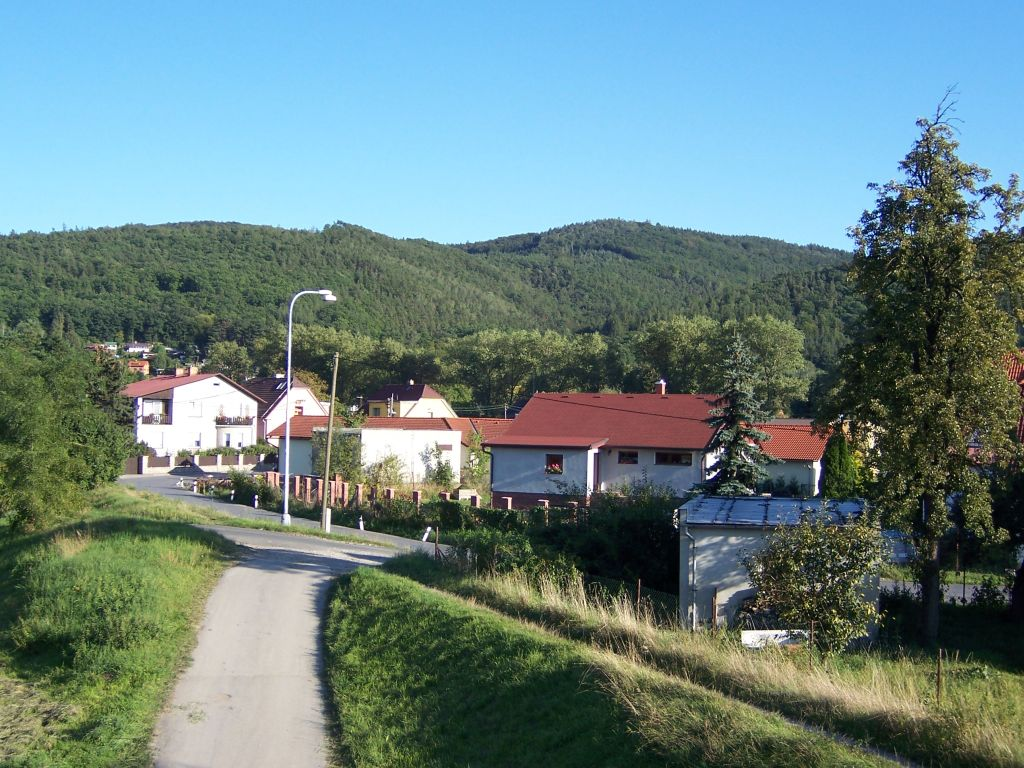
Lety od západu
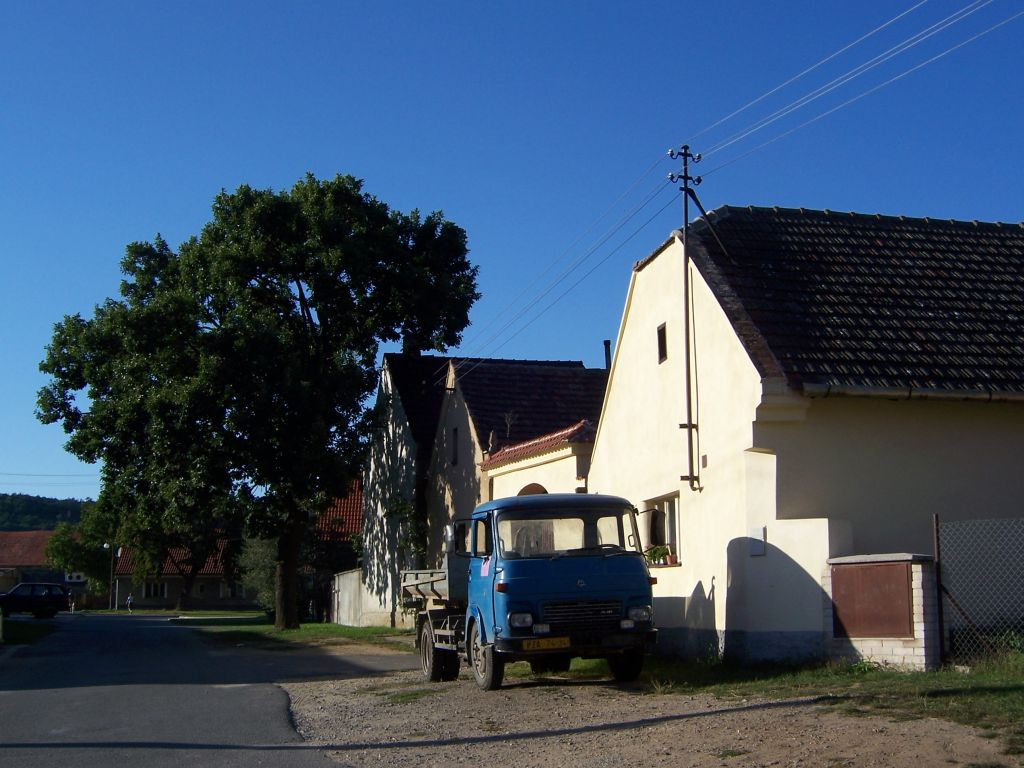
Bývalý statek
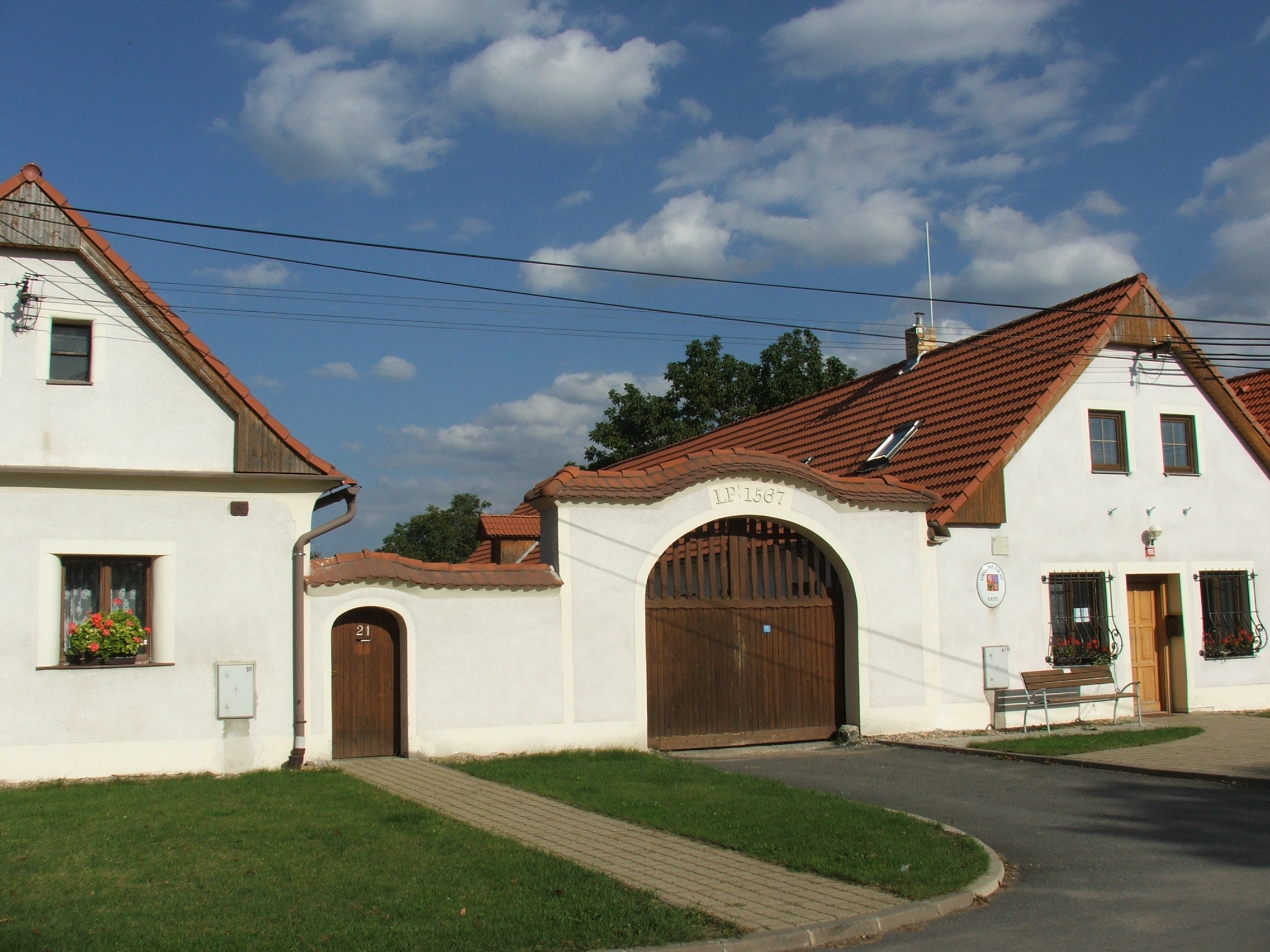
Obecní úřad
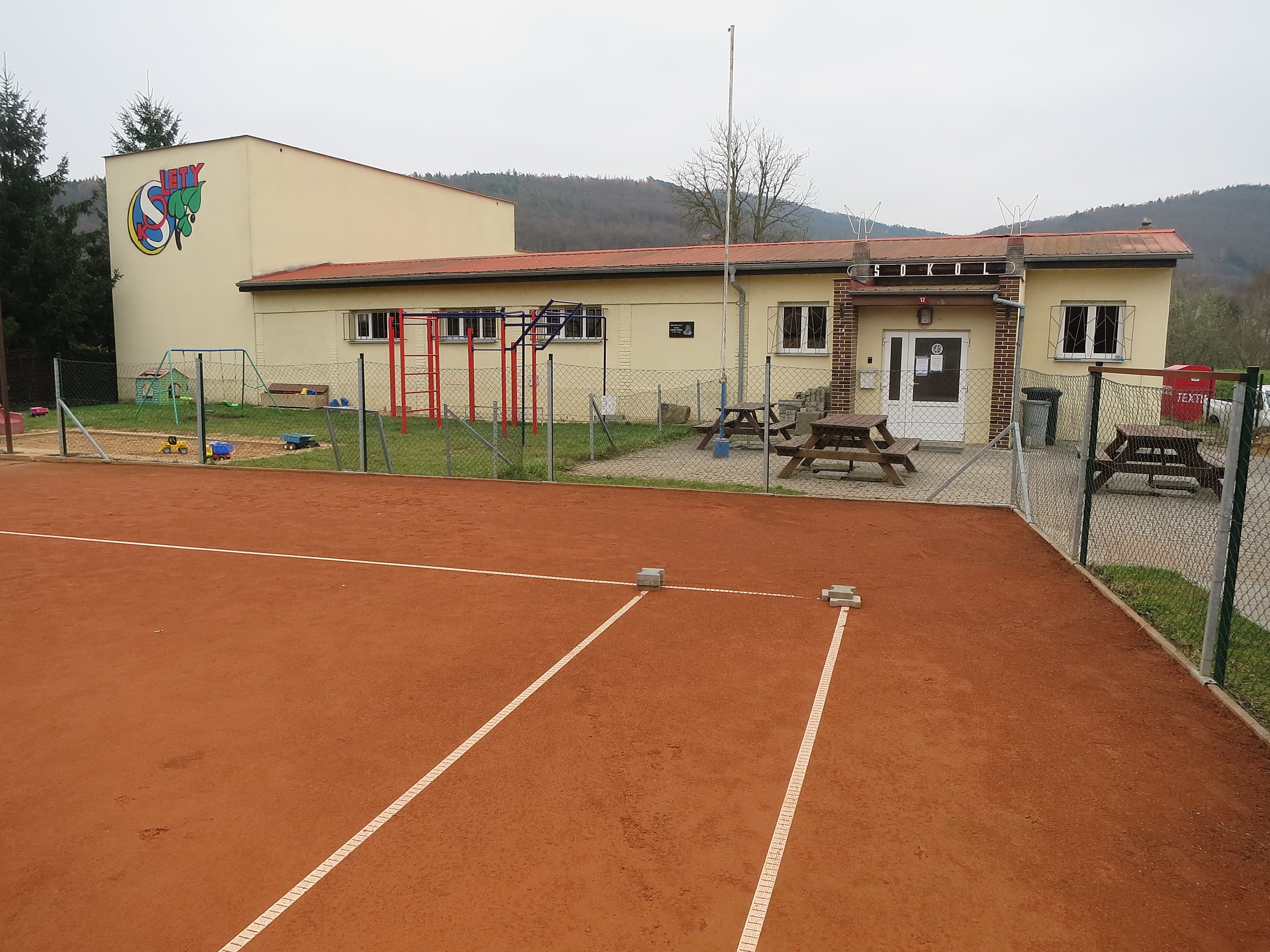
Sokolovna
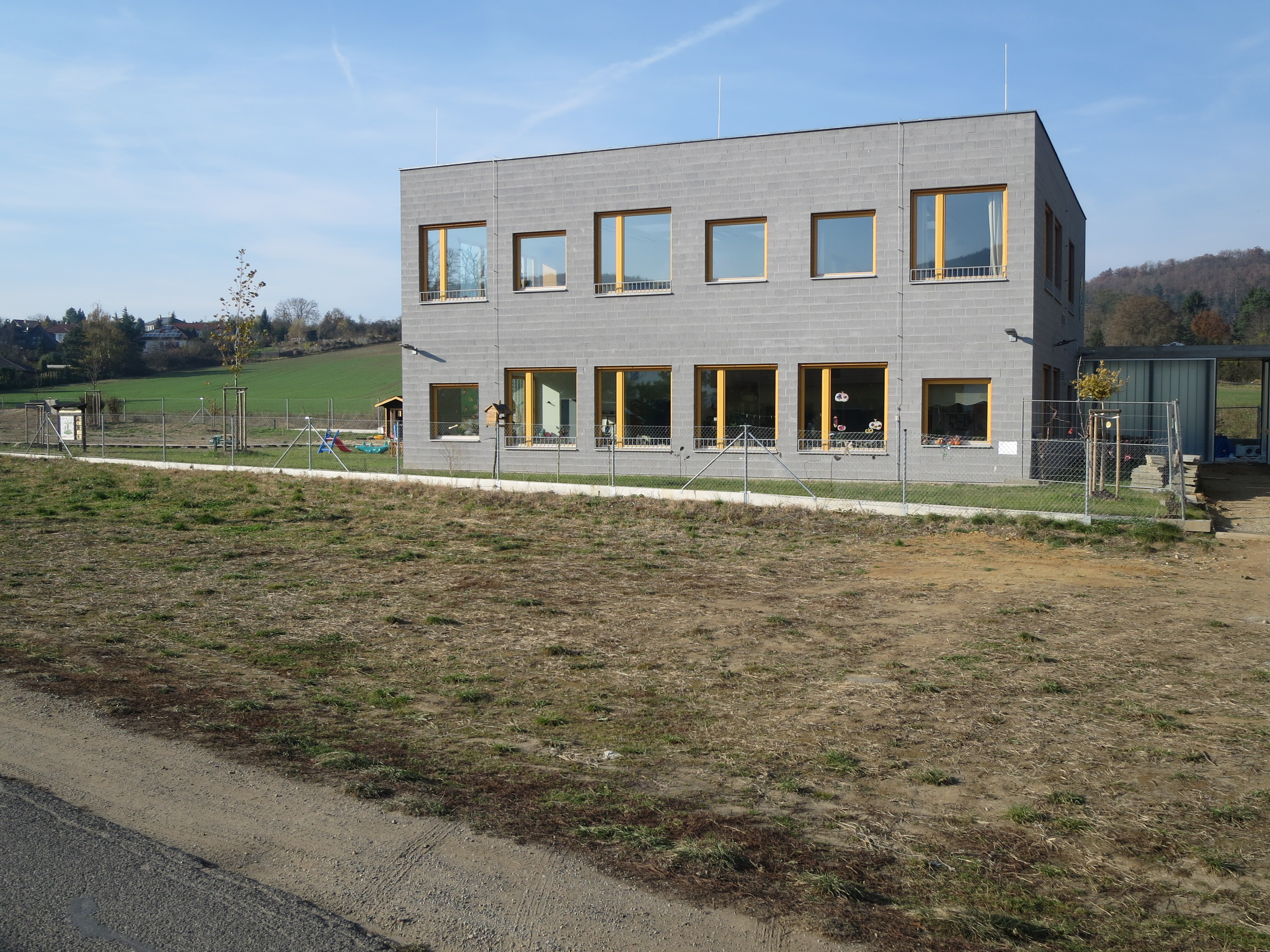
Mateřská škola v Karlštejnské ul.